# Zouhair Marour
Zouhair Marour (en arabe : زهير مرور), né le 19 mars 1995 à Khémisset (Maroc), est un footballeur marocain qui joue au poste de défenseur à l'AS FAR.

## Biographie

### En club
Zouhair Marour naît à Khémisset et commence le football à l'IZ Khémisset. Lors de la saison 2014-2015, il fait ses débuts professionnels à l'occasion d'un match de championnat contre le Moghreb Atlético Tetuán, entrant en jeu à la 89e minute à la place de Mohamed Jaouad (victoire, 2-1). En fin de saison, l'IZ Khémisset est relégué en D2 marocaine.
Le 2 janvier 2020, il s'engage jusqu'en fin de saison au Renaissance Club Athletic Zemamra, club évoluant en Botola Pro. Le 19 janvier, il dispute son premier match contre l'OC Khouribga en entrant en jeu à la 89e minute à la place de Hamza Madani (défaite, 1-0). Une semaine plus tard, il reçoit sa première titularisation contre l'AS FAR (défaite, 1-2). Il ne dispute que onze matchs avant d'être libre de tout contrat, et de s'engager avec le Raja de Béni Mellal pour la durée d'une saison en D2 marocaine.
Le 31 août 2021, il s'engage avec le Moghreb Atlético Tétuan en D2 marocaine, et parvient à être promu en D1 pour la saison 2022-2023. Auteur d'une saison complète, il attire les convoitises au Maroc.
Le 6 août 2023, il s'engage pour trois saisons avec l'AS FAR, club champion en titre. Il dispute son premier match le 30 août contre le SCC Mohammédia en étant titularisé par son entraîneur Nasreddine Nabi (victoire, 2-0). Le 7 octobre, il inscrit son premier but avec le club contre l'US Touarga sur une passe décisive de Mohamed Hrimat (défaite, 2-1). En fin de saison, il est vice-champion du Maroc.

## Palmarès

### En club
MA Tétouan
- Botola Pro2 :
  - Champion : 2022.

 AS FAR
- Botola Pro :
  - Vice-champion : 2023.